# Myrmarachne japonica
Myrmarachne japonica este o specie de păianjeni din genul Myrmarachne, familia Salticidae. A fost descrisă pentru prima dată de Karsch, 1879. Conform Catalogue of Life specia Myrmarachne japonica nu are subspecii cunoscute.